# François Van der Elst
Ne doit pas être confondu avec Franky Van der Elst.
Pour les articles homonymes, voir Vanderelst.
François Van der Elst (selon la graphie exacte, mais aussi renseigné comme Vanderlelst, Vander Elst ou encore Van Der Elst) est un footballeur international belge, né le 1er décembre 1954 à Opwijk (Belgique) et mort le 11 janvier 2017 à Alost.
Bien que néerlandophone, il était fréquemment appelé, tant en néerlandais qu'en français, par le diminutif de son prénom c'est-à-dire Swat ou  Swa.

## Biographie
Découvert par Hippolyte Van den Bosch en 1969, François Van Der Elst est recruté alors qu'il n'a que 14 ans au Royal Sporting Club d'Anderlecht. Il débute dans ce club à 17 ans lors d'un match amical contre le Sparta Rotterdam. C'est Georg Kessler qui le titularise dans l'équipe, à partir de 1972. 
En sept saisons de championnat, il inscrit 80 buts, prouvant sa grande efficacité devant le but. Il est aidé en cela, par sa rapidité et son accélération qui le rendent très dangereux dans la surface de réparation. Avec Anderlecht, François Van Der Elst remporte presque tout : deux Championnats (en 1972 et 1974), quatre Coupes (en 1972, 1973, 1975 et 1976), mais surtout deux Coupes d'Europe des Vainqueurs de Coupe en 1976 et en 1978. 
Sa carrière en équipe de Belgique est aussi exemplaire : 44 sélections et 14 buts marqués de 1973 à 1983, finaliste de l'Euro 1980 et participation à la Coupe du monde en 1982.
Après la phase finale du Championnat d'Europe 1980, durant laquelle il se met en évidence, il étonne le monde du football belge en signant un contrat au New York Cosmos. 
L'expérience américaine ne dure pas, car il rejoint le club anglais de West Ham United en vue de la saison 1981-1982 pour une somme de 400 000,00 £. C'est contre ce même cercle londonien, que Swat a inscrit deux des quatre buts anderlechtois, lors de la finale de Coupe d'Europe des vainqueurs de coupe, cinq ans plus tôt. En deux saisons à West Ham, il joue 68 matches et marque 17 buts.
Il revient en Belgique en 1983 et évolue au K. SC Lokeren jusqu'en 1986 et la fin de sa carrière active. Après le football, il ouvre une salle de billards « Snooker » dans sa petite ville natale d'Opwijk.
Il meurt le 11 janvier 2017 à Alost après avoir été hospitalisé dans un état grave des suites d'un arrêt cardiaque le jour du Nouvel An.

### Famille
Son frère cadet Leo a également été international belge.

## Palmarès

### En équipe de Belgique
- International belge de 1973 à 1983 (44 sélections et 14 buts marqués)
- Finaliste du Championnat d'Europe 1980

### RSC Anderlecht
- Champion de Belgique en 1972 et 1974
- Vice-champion de Belgique en 1976, 1977, 1978 et 1979
- Vainqueur de la Coupe de Belgique en 1972, 1973, 1975 et 1976
- Finaliste de la Coupe de Belgique en 1977
- Vainqueur de la Coupe de la Ligue Pro en 1973 et 1974
- Finaliste de la Coupe de la Ligue Pro en 1975
- Vainqueur de la Coupe des Vainqueurs de Coupe en 1976 et 1978
- Finaliste de la Coupe des Vainqueurs de Coupe 1977
- Vainqueur de la Supercoupe de l'UEFA en 1976 et 1978

### Distinctions personnelles
- Meilleur buteur du championnat de Belgique en 1977 avec 21 buts